# New Richmond (Wisconsin)
New Richmond ist eine Stadt (mit dem Status „City“) im St. Croix County im Nordwesten des US-amerikanischen Bundesstaates Wisconsin. Das U.S. Census Bureau ermittelte bei der Volkszählung 2020 eine Einwohnerzahl von 10.079.
New Richmond ist Bestandteil der Metropolregion Minneapolis–Saint Paul, deren Schwerpunkt im benachbarten Minnesota liegt.

## Geografie
New Richmond liegt im nordwestlichen Vorortbereich der Twin Citys, rund 15 km östlich des St. Croix River, der die Grenze zu Minnesota bildet. Die Stadt liegt auf 45°07′11″ nördlicher Breite und 92°32′21″ westlicher Länge und erstreckt sich über 24,22 km².
Benachbarte Orte von New Richmond sind Star Prairie (8,6 km nördlich), Roberts (17,1 km südlich) und Somerset (11,6 km westlich).
Das Stadtzentrum von Minneapolis liegt 70 km in westsüdwestlicher Richtung; das Zentrum von Saint Paul, der Hauptstadt von Minnesota, befindet sich 62,7 km südwestlich. Rochester, die drittgrößte Stadt Minnesotas, liegt befindet sich 151 km südlich. Eau Claire, die neuntgrößte Stadt Wisconsins, liegt 109 km ostsüdöstlich.

## Verkehr
Der Wisconsin State Highway 65 verläuft in Nord-Süd-Richtung als Hauptstraße durch das Stadtzentrum von New Richmond. Im Norden des Stadtgebiets kreuzt der Wisconsin State Highway 64, der teilweise vierspurig ausgebaut ist. Alle weiteren Straßen sind untergeordnete, teils unbefestigte Fahrwege sowie innerörtliche Verbindungsstraßen.
In West-Ost-Richtung verläuft eine Eisenbahnlinie der SOO Line Railroad durch das Stadtzentrum von New Richmond.
Im äußersten Norden des Stadtgebiets befindet sich mit dem New Richmond Municipal Airport ein kleiner Flugplatz. Der nächste Großflughafen ist der 81,8 km südwestlich gelegene Minneapolis-Saint Paul International Airport.

## Demografische Daten
Nach der Volkszählung im Jahr 2010 lebten in New Richmond 8375 Menschen in 3421 Haushalten. Die Bevölkerungsdichte betrug 345,8 Einwohner pro Quadratkilometer. In den 3421 Haushalten lebten statistisch je 2,37 Personen.
Ethnisch betrachtet setzte sich die Bevölkerung zusammen aus 95,5 Prozent Weißen, 1,3 Prozent Afroamerikanern, 0,6 Prozent amerikanischen Ureinwohnern, 0,7 Prozent Asiaten sowie 0,3 Prozent aus anderen ethnischen Gruppen; 1,6 Prozent stammten von zwei oder mehr Ethnien ab. Unabhängig von der ethnischen Zugehörigkeit waren 2,1 Prozent der Bevölkerung spanischer oder lateinamerikanischer Abstammung.
26,1 Prozent der Bevölkerung waren unter 18 Jahre alt, 61,5 Prozent waren zwischen 18 und 64 und 12,4 Prozent waren 65 Jahre oder älter. 51,1 Prozent der Bevölkerung war weiblich.
Das mittlere jährliche Einkommen eines Haushalts lag bei 50.400 USD. Das Pro-Kopf-Einkommen betrug 22.933 USD. 13,6 Prozent der Einwohner lebten unterhalb der Armutsgrenze.

## Persönlichkeiten
- Matt Slocum (* 1981), Jazzmusiker